# Sybille Haynes
Sybille Haynes, née Sybille Overhoff à Leverkusen le 3 juillet 1926 est une experte britannique en étruscologie.

## Biographie
Sybille Haynes a grandi et a été éduquée en Allemagne et en Autriche avant de déménager au Royaume-Uni dans les années 1950. Elle a travaillé avec des artefacts étrusques au British Museum pendant de nombreuses années. Elle a publié de nombreux ouvrages spécialisés. Dans les années 1980, elle a rejoint le Centre pour l'étude de l'antiquité grecque et romaine au Corpus Christi College d'Oxford.
Elle est décorée de l'Ordre de l'Empire britannique.

## Publications
- 2008, (de) Die Etruskerin, Mainz
- 2005,(de) Kulturgeschichte der Etrusker, Mainz
- 2000, (en)Etruscan Civilization: A Cultural History, London (2nd edn 2005)
- 1987, (en)The Augur’s Daughter, (fiction) London (repr. 2008)
- 1981,(de) Die Tochter des Augers, (fiction) Frankfurt(repr. 2008) as Die Etruskerin.
- 1985,(en) Etruscan Bronzes, London and New York
- 1985, (de)Zwischen Mäander und Taurus: eine archäologische Reise in Kleinasien, Munich.
- 1981, (de)Die Tochter des Augurs. Aus dem Leben der Etrusker, Mainz
- 1974,(en) Land of the Chimaera. An Archaeological Excursion in the SouthWest of Turkey, London
- 1971,(en) Etruscan Sculpture, London
- 1965, (en)Etruscan Bronze Utensils, London (rev. edn 1974)